# Gos d'atura català
Gos d'atura català (katalanskt uttal: /gos də'turə kətə'la/; spanska: perro de pastor catalán; 'katalansk vallhund') är en hundras från Spanien. Rasen härstammar från den katalanska delen av Pyrenéerna, där den utvecklats som vallhund under de terrängförhållanden och det klimat som råder där.

## Historia
I Spanien har den varit erkänd som självständig ras sedan 1929, första gången den visades på hundutställning var 1924 i Barcelona. Under spanska inbördeskriget upphörde aveln. Först 1951 visades den på utställning igen och förekom sedan sparsamt under 1950- och 60-talen. Dagens stam vilar på en uppfödning som inleddes under 1970-talet med hundar av okänd härstamning.

## Egenskaper
Gos d'atura català är spridd över hela katalanska landsbygden och uppskattas för sin förmåga att valla stora fårhjordar självständigt. Den fungerar även som vaktande herdehund till skydd mot rovdjur. Den katalanska vallhunden är tålig och klarar mager kost. Den är en uppskattad sällskapshund.

## Utseende
Gos d'atura català är en något rektangulärt ställd, medelstor, långhårig hund. Den skall ha ett ädelt uttryck och spänstiga rörelser. Färgerna är aldrig rena utan består av hårstrån i olika färg. Nyanserna är fawn, sobel, kastanjebrun, grå och black and tan.